# 多摩川流域軍需品窃盗団事件
多摩川流域軍需品窃盗団事件（たまがわりゅういきぐんじゅひんせっとうだんじけん）は、大東亜戦争（太平洋戦争）中に多摩川下流域で起きた朝鮮人窃盗団による連続窃盗事件。

## 概要
1941年12月8日の大東亜戦争勃発後に軍需品の製造が盛んになって以降、1942年秋ごろから多摩川流域の軍需品工場を荒しまわる組織的窃盗団が出没し始めた。被害にあった工場は数日間操業停止に追い込まれ、軍需品増産に悪影響を及ぼしていた。
警視総監の命により、警視庁刑事部と被害地域を所轄する警察署では専従の捜査員を置き、徹底的な捜査を行っていた。
1942年12月19日、東條英機首相宅に忍び込んだ窃盗事件が発生した。この事件で渋谷憲兵分隊は朝鮮人1人を検挙したが、連続窃盗事件とは無関係であった。
1943年5月中旬、東京府東京市（現東京都）世田谷区玉川等々力の朝鮮人宅に多数の朝鮮人が出入りしており、盗品らしきものを搬出入していることを突き止めた。その中には窃盗の常習犯も混じっていた。
5月25日、警視庁は玉川等々力の朝鮮人宅を急襲し、6人の朝鮮人を検挙した。その中に東條邸に忍び込んだ犯人の共犯がいた。その共犯は自分がやった窃盗事件数件を自白し、「自分の犯行はこれだけだ。工場荒らしは他の者たちだ。自分はそれを知ってはいるが、その名は絶対に言えない。それを言うと自分は酷い目に遭わされる。」と供述し、それ以降は黙秘した。そこで、この共犯の交友関係を調べたところ、遂に窃盗団の首謀者名を突き止めることができた。
6月11日、警視庁は首謀者を逮捕したが黙秘し続けた。しかし窃盗団の一人が自供を始めたため、遂に犯行の全容が明らかになった。最終的に104人が検挙された。
捜査の結果、窃盗338件、被害総額57万8000円にのぼる犯行が明らかになった。
当時は戦時体制下にあり、戦争遂行を妨害した悪質な犯罪ということから、彼らを刑法の窃盗罪ではなく戦時刑事特別法違反として起訴した。裁判の結果、首謀者に無期懲役、その他のメンバーに最高で懲役15年の判決が下った。